# Gary McAllister
Gary McAllister, MBE (* 25. prosince 1964 Motherwell) je bývalý skotský fotbalista a reprezentant. Hrál na pozici útočníka a později v záloze.

## Klubová kariéra
Začínal v Motherwell FC, kterému v roce 1985 pomohl k účasti v semifinále poháru a postupu do nejvyšší soutěže. Následujících pět let působil v anglickém Leicester City FC, odkud přestoupil v roce 1990 do prvoligového Leeds United FC, s nímž v roce 1992 vyhrál Football League First Division i Community Shield. Od roku 1994 byl kapitánem, v roce 1996 dovedl Leeds do finále EFL Cupu. Téhož roku přestoupil do Coventry City FC, po čtyřletém působení v tomto klubu odešel ve 35 letech na základě Bosmanova pravidla do Liverpool FC. Zde získal v jediné sezóně pět trofejí: FA Cup, ligový pohár, Community Shield, Pohár UEFA 2000/01 (ve finále proti Deportivu Alavés vstřelil branku a byl vyhlášen nejlepším hráčem zápasu) a Superpohár UEFA 2001. V prosinci 2001 byl jmenován členem Řádu britského impéria.

## Reprezentační kariéra
Ve skotské reprezentaci odehrál 57 zápasů a vstřelil pět branek. Startoval na mistrovství světa ve fotbale 1990, kde do žádného zápasu nenastoupil, na mistrovství Evropy ve fotbale 1992 (skóroval v utkání proti Společenství nezávislých států) a na mistrovství Evropy ve fotbale 1996, kde byl kapitánem. V národním týmu skončil po domácí porážce 1:2 v kvalifikaci ME 2000 s Českou republikou, kdy byl kritizován jako hlavní viník neúspěchu.

## Trenérská kariéra
V letech 2002 až 2004 byl hrajícím trenérem Coventry. Poté krátce vedl Leeds a Liverpool, v Aston Villa FC byl asistentem Gérarda Houlliera.

## Ocenění
V letech 1992 a 1994 byl zařazen do ideální ligové jedenáctky, fanoušci Liverpoolu ho zvolili mezi sto nejlepších hráčů v historii klubu a v roce 2016 byl uveden do síně slávy skotského fotbalu.